# Howard Gewirtz
Howard Gewirtz est un scénariste, producteur et réalisateur américain pour la télévision.

## Filmographie

### Producteur
- 1981 : Bosom Buddies (12 épisodes)
- 1981-1982 : Taxi (19 épisodes)
- 1984 : Mr. Success
- 1994 : Related by Birth
- 1994-1997 : Wings (99 épisodes)
- 1997 : Jenny
- 1999-2001 : Voilà ! (44 épisodes)
- 2003 : Oliver Beene
- 2005 : Tout le monde déteste Chris (8 épisodes)
- 2011-2012 : The Exes (10 épisodes)

## Scénariste
- 1977 : Busting Loose (en) (1 épisode)
- 1979-1982 : Taxi (10 épisodes)
- 1980 : Three's Company (1 épisode)
- 1980 : Semi-Tough (1 épisode)
- 1981 : Bosom Buddies (4 épisodes)
- 1984 : Mr. Success
- 1984 : Domestic Life (7 épisodes)
- 1986 : All Is Forgiven (2 épisodes)
- 1986 : The Ellen Burstyn Show (2 épisodes)
- 1987 : Down and Out in Beverly Hills (1 épisode)
- 1990 : The Fanelli Boys
- 1991 : Les Simpson (1 épisode : Une belle simpsonnerie)
- 1992 : The Larry Sanders Show (1 épisode)
- 1993-1996 : Wings (10 épisodes)
- 1997 : Jenny
- 1999-2000 : Voilà ! (3 épisodes)
- 2003 : Oliver Beene
- 2005 : Tout le monde déteste Chris (1 épisode)
- 2011-2012 : The Exes (2 épisodes)

### Réalisateur
- 2004 : Oliver Beene (1 épisode)

### Acteur
- 1981 : Taxi : Dr Smith (1 épisode)